# ELBO
Hellenic Vehicle Industry S.A.; ELBO (греч. Ελληνική Βιομηχανία Οχημάτων Α.Β.Ε.; ΕΛΒΟ) — греческая многопрофильная компания, выпускающая различные автомобили и автобусы как собственной разработки, так и по лицензиям различных западноевропейских фирм, а также армейские автомобили и танки. Производство автобусов ELBO является наиболее крупным в гражданской программе этой компании.
Автобусное производство греческой компании ELBO ориентировано прежде всего на решение транспортных проблем страны и потому его основу составляют достаточно простые машины для работы в крупных или небольших городах, а также на местных перевозках.

## Серия ELBO С93

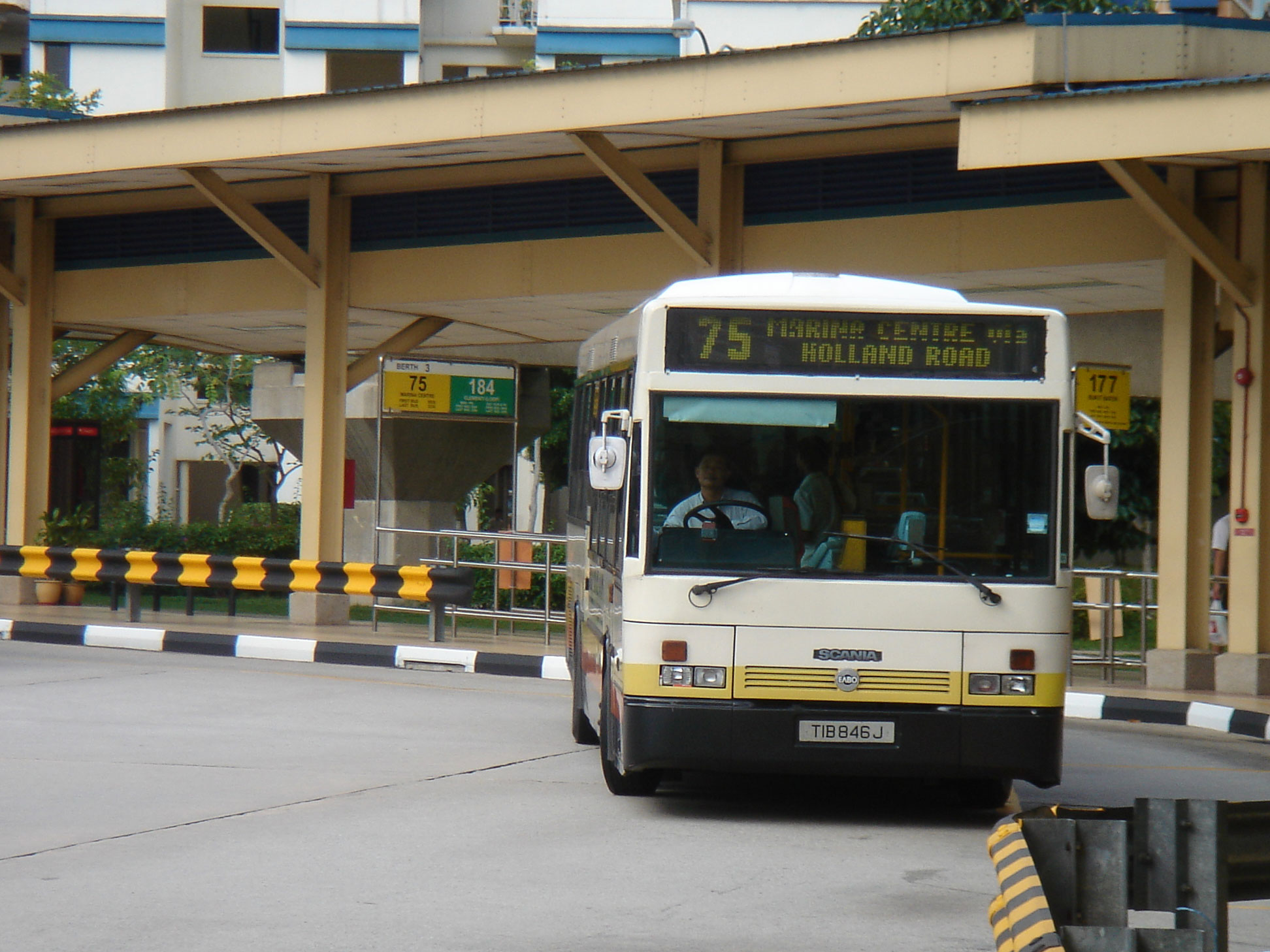
Автобус ELBO на шасси Scania L113

Для мелких населённых пунктов создан малый автобус ELBO С93.600 длиной 7,3 м и полной массой 8,5 т, базирующийся на греческом шасси ELBO 600 с 4-цилиндровым дизелем MAN заднего расположения мощностью 155 л. с. и автоматической коробкой передач Voith. На собственном шасси ELBO 800, оснащённом 275-сильным 6-цилиндровым двигателем Cummins, механической 6-ступенчатой коробкой передач и пневматической подвеской, выпускается городской автобус ELBO C93.800 Europe длиной 11,6 м и полной массой до 17 т. Близкий к нему по основным параметрам автобус ELBO С93.405N представляет собой немецкий Mercedes-Benz O405N мощностью 250 л. с. с автоматической трансмиссией, выпускаемый в Греции по лицензии.

## Серия ELBO-Scania A100
На шведском шасси Scania N113CLL с рядным 6-цилиндровым дизелем в 260 л. с., автоматической 5-ступенчатой коробкой передач ZF и пневматической подвеской выпускается 12-метровый трёхдверный городской автобус ELBO С95.113L полной массой 19 т. Вариант с мотором мощностью 234 л. с., с 4-ступенчатой гидромеханической трансмиссией имеет обозначение ELBO-Scania A100.